# Saint-Brancher
Saint-Brancher ist eine französische Gemeinde mit 277 Einwohnern (Stand: 1. Januar 2022) im Département Yonne in der Region Bourgogne-Franche-Comté. Die Gemeinde gehört zum Arrondissement Avallon und ist Mitglied im Gemeindeverband Avallon-Vézelay-Morvan.

## Geographie
Saint-Brancher liegt etwa 52 Kilometer südöstlich von Auxerre und etwa 10 Kilometer südöstlich von Avallon im Regionalen Naturpark Morvan. Das Gebiet der Gemeinde wird, von kleineren Wasserläufen abgesehen, entwässert vom Fluss Cousin, der im Norden abschnittsweise die natürliche Grenze zur Nachbargemeinde Magny bildet und unter dem Namen Trinquelin das Gemeindegebiet an der Ostseite durchquert und vom Ru de la Lie, der im Gemeindegebiet entspringt, im Westen die natürliche Grenze zur Nachbargemeinde Magny bildet und an der Nordwestspitze des Gemeindegebiets in den Cousin mündet. Fast drei Viertel der Fläche der Gemeinde werden landwirtschaftlich genutzt.
Umgeben wird Saint-Brancher von den Nachbargemeinden Magny im Norden und Westen, Cussy-les-Forges im Nordosten, Sainte-Magnance im Osten und Nordosten, Bussières im Osten, Beauvilliers im Südosten, Quarré-les-Tombes im Süden sowie Saint-Germain-des-Champs im Westen.

## Bevölkerungsentwicklung
| Jahr                       | 1962 | 1968 | 1975 | 1982 | 1990 | 1999 | 2006 | 2013 | 2020 |
| Einwohner                  | 515  | 454  | 389  | 312  | 316  | 313  | 327  | 314  | 280  |
| Quellen: Cassini und INSEE |      |      |      |      |      |      |      |      |      |

## Sehenswürdigkeiten
- Kirche Saint-Pancrace aus dem 12. Jahrhundert, Umbauten aus dem 19. Jahrhundert